# Joseph Hii Teck Kwong
Joseph Hii Teck Kwong (chiń. 許德光; pinyin Xǔ Déguāng; ur. 25 czerwca 1965 w Sibu) – malezyjski duchowny rzymskokatolicki, od 2011 biskup Sibu.

## Życiorys
Święcenia kapłańskie otrzymał 25 marca 1993 i został inkardynowany do diecezji Sibu. Przez kilka lat pracował jako wikariusz parafialny, zaś w latach 1997-1999 studiował teologię duchowości na rzymskim Teresianum. Po powrocie do kraju objął probostwo w Kapit.
25 stycznia 2008 został prekonizowany biskupem pomocniczym Sibu ze stolicą tytularną Castellum Medianum. Sakry biskupiej udzielił mu 1 maja 2008 abp Salvatore Pennacchio.
24 grudnia 2011 został mianowany biskupem diecezjalnym Sibu.